# 四寶雞扎

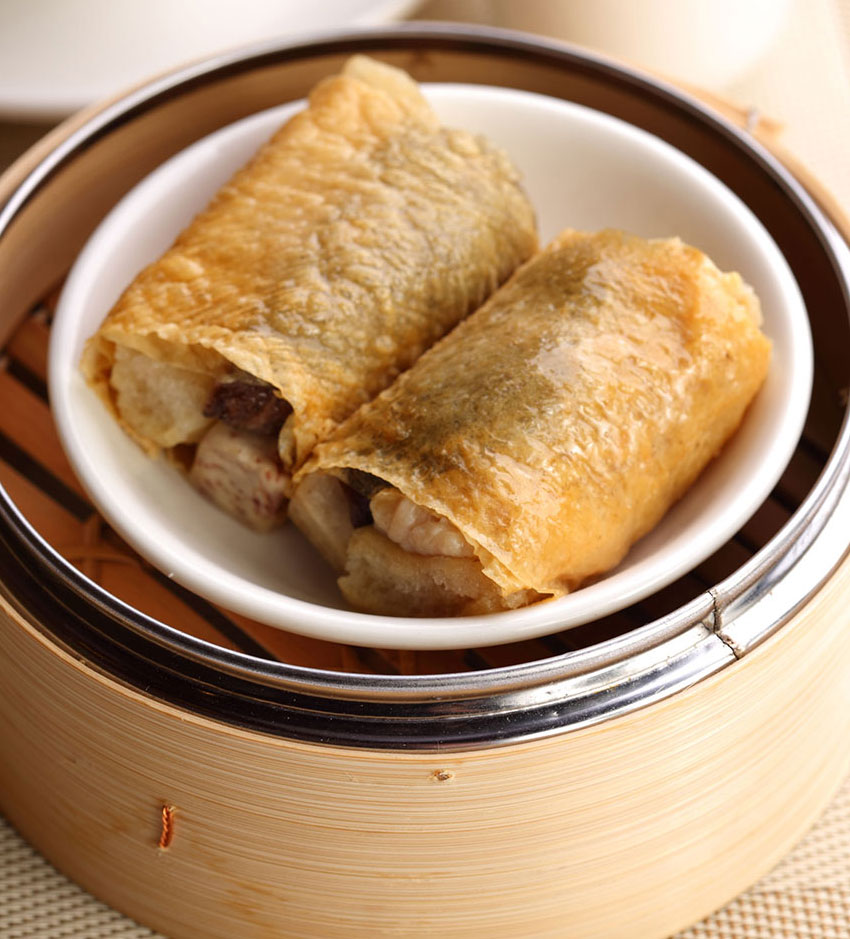
雞扎

四寶雞扎，簡稱雞扎，是廣東點心的一種，常見於廣東及香港的茶樓。傳統四寶雞扎以腐皮或淮山卷著一塊雞肉、一塊瘦（豬）肉、一塊魚肚以及一塊豬肚（約九十年代開始為節省成本將瘦肉改為凍肉火腿或蟹柳，將豬肚或魚肚改為一塊芋頭或冬菇）。加調味後放於蒸籠中蒸熟即可食用。
由於腐皮經過油炸處理，增加了脂肪含量。雞扎內的火腿是加工食品，而魚肚因為容易吸收湯汁的油脂及鹽分，除了脂肪較高外，含鈉量也較高，因此四寶雞扎不宜經常進食。